# Delphinium parishii
Delphinium parishii är en ranunkelväxtart. Delphinium parishii ingår i släktet storriddarsporrar, och familjen ranunkelväxter.

## Underarter
Arten delas in i följande underarter:
- D. p. pallidum
- D. p. parishii
- D. p. subglobosum

## Bildgalleri

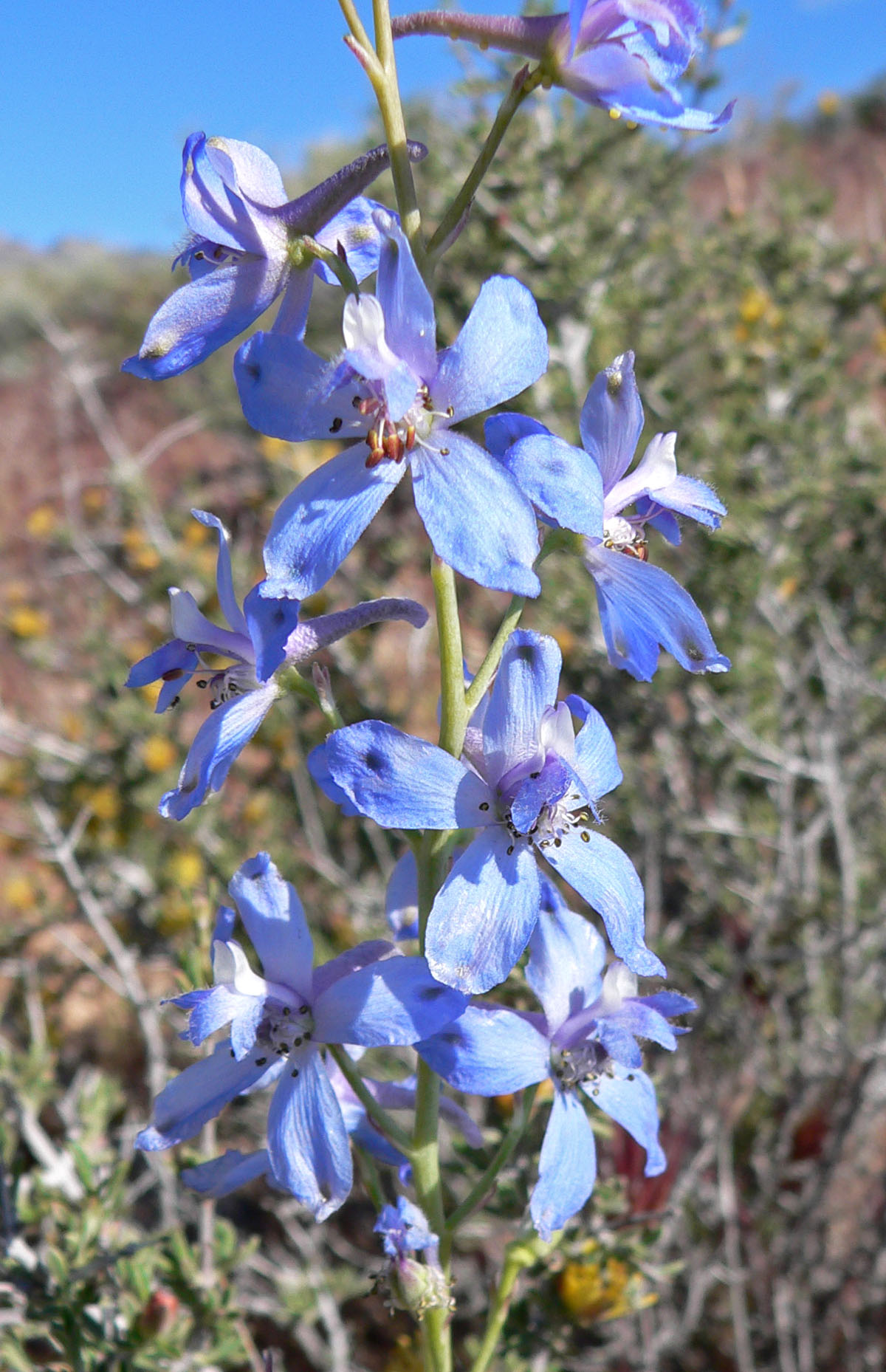
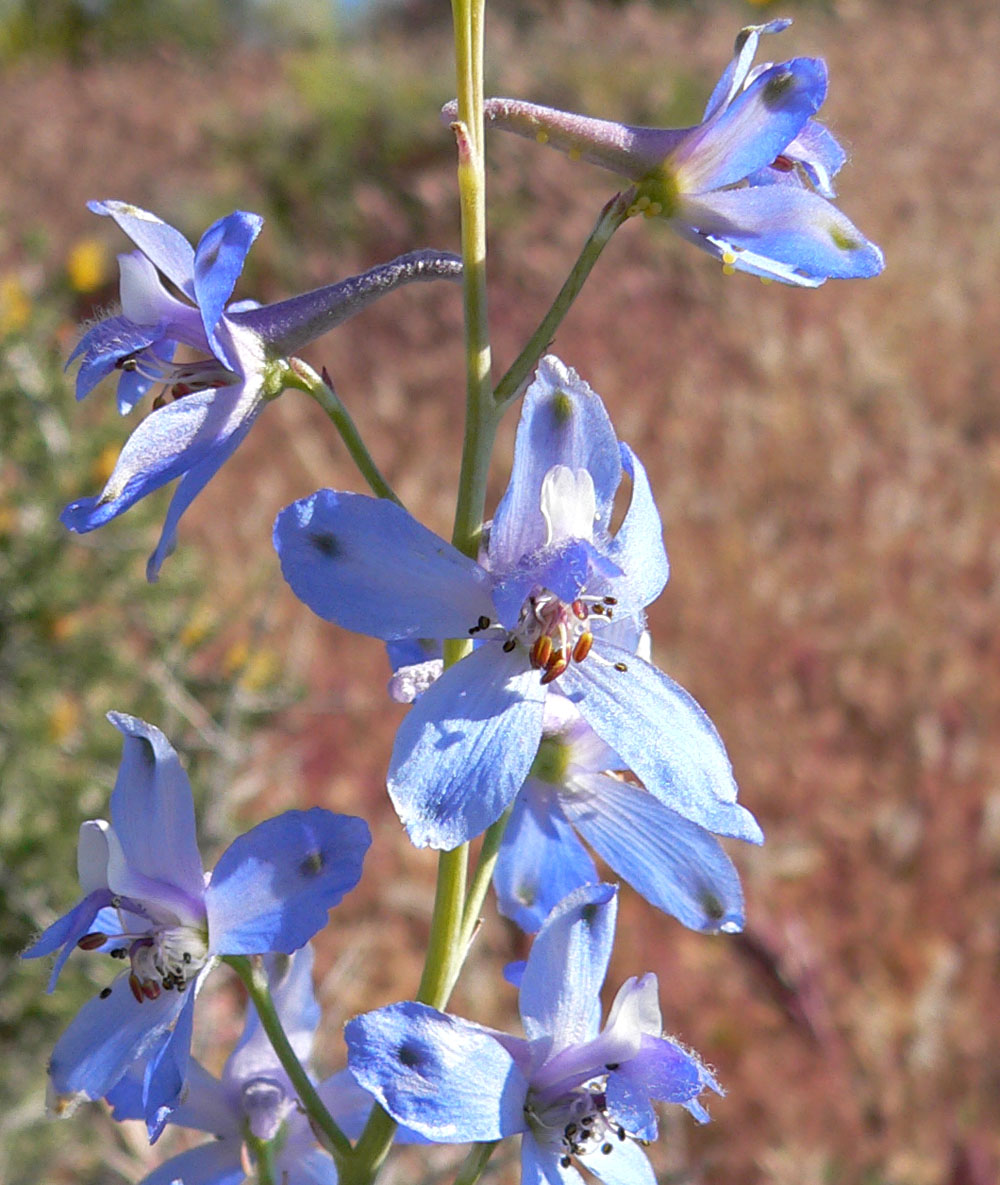
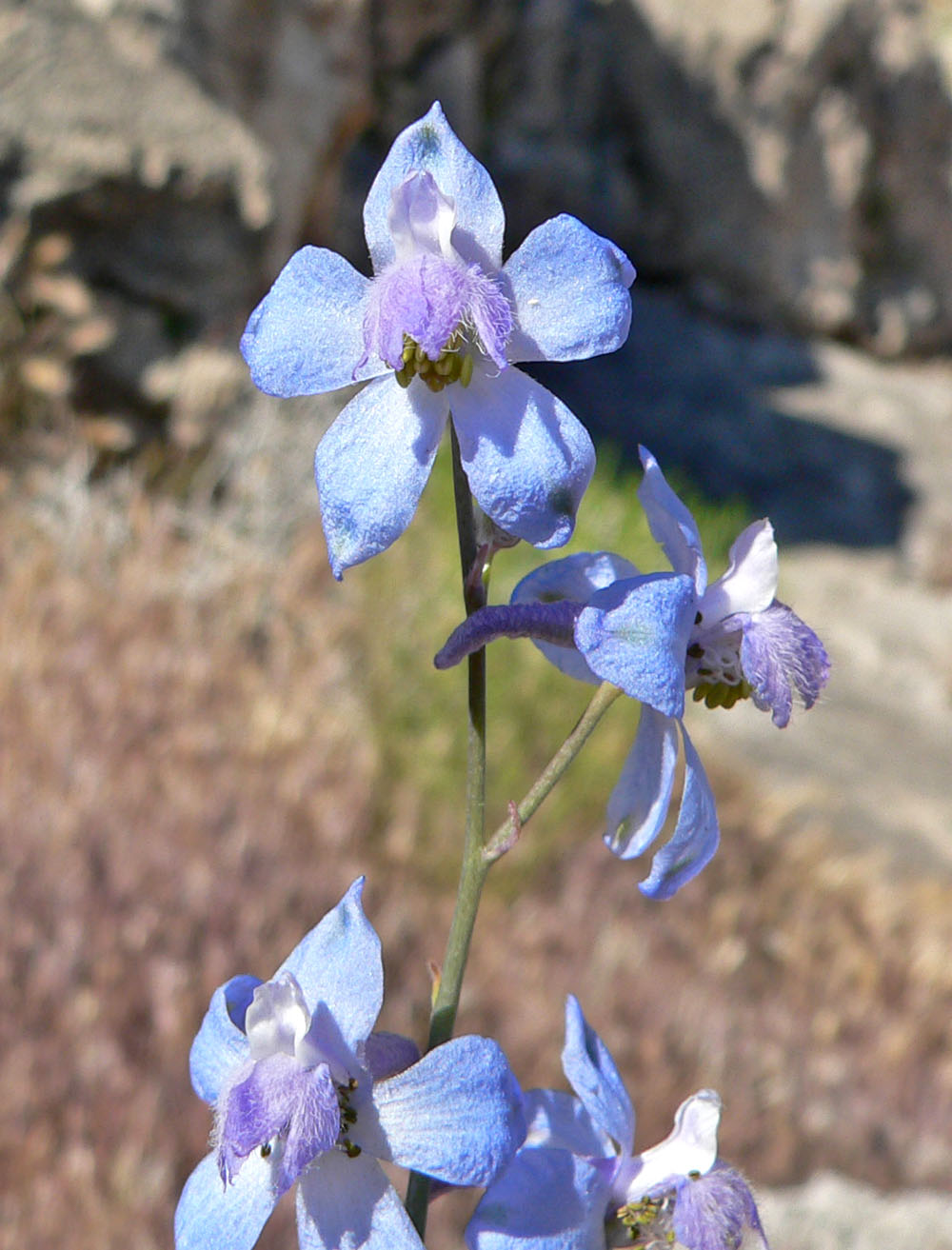
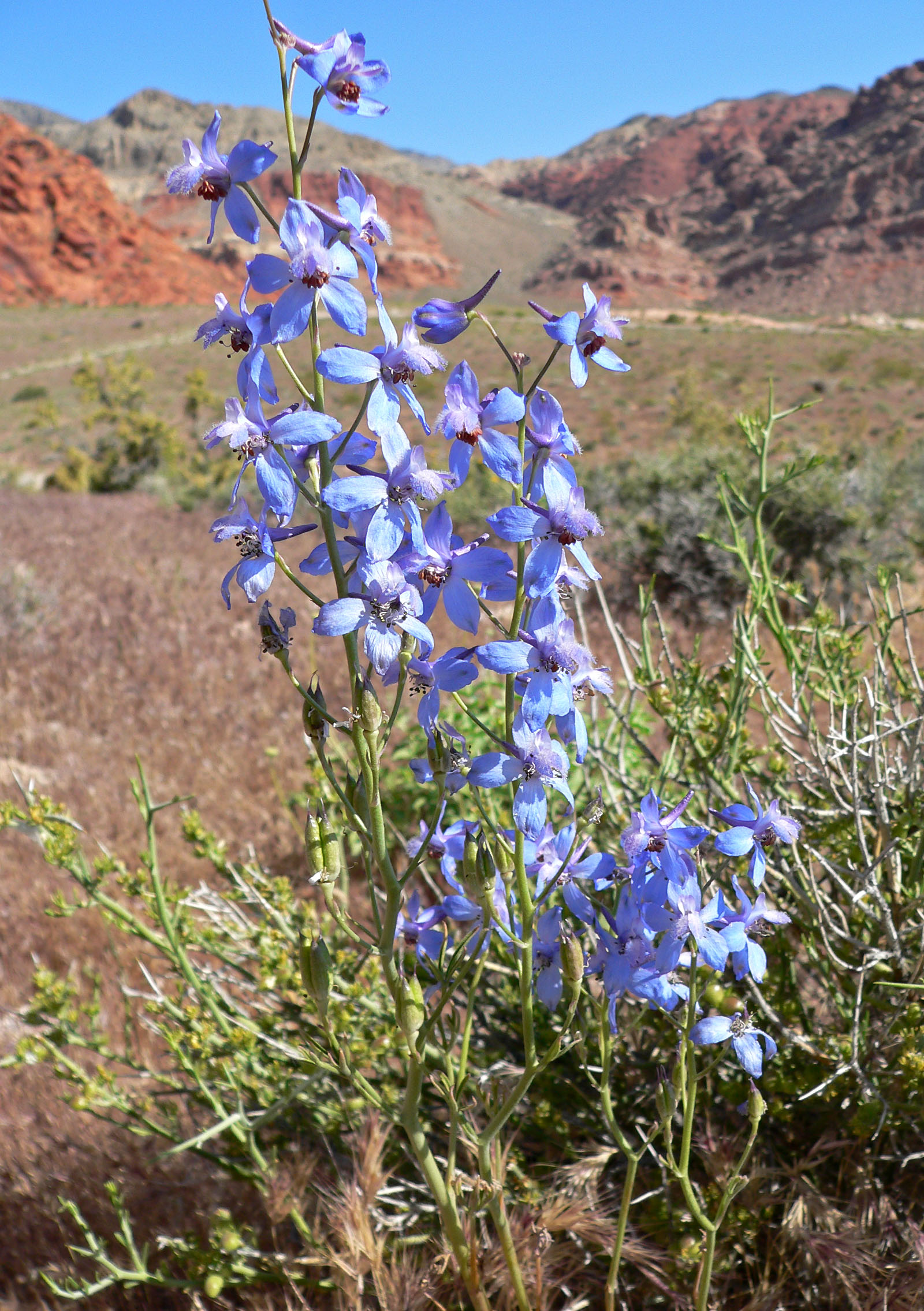
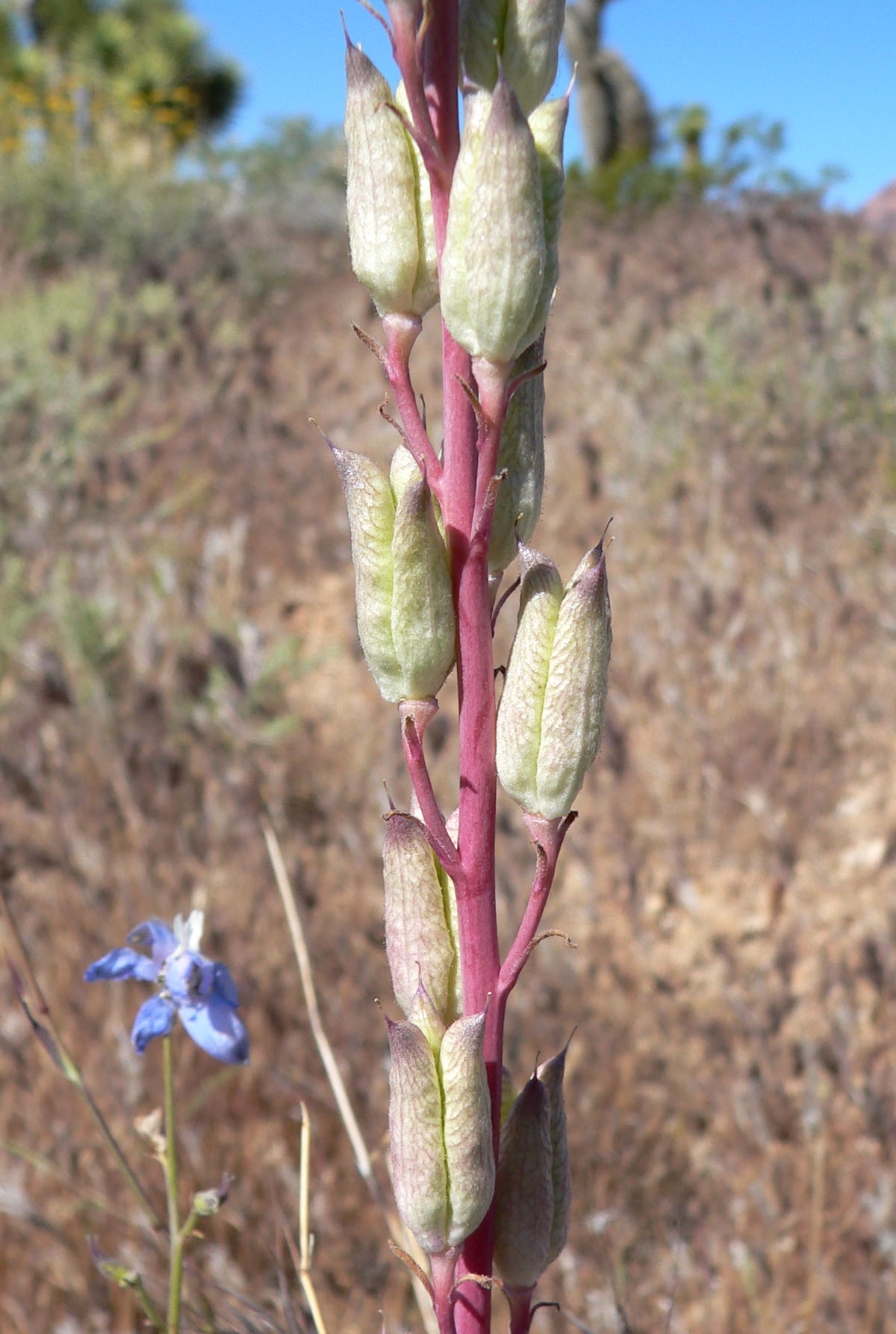
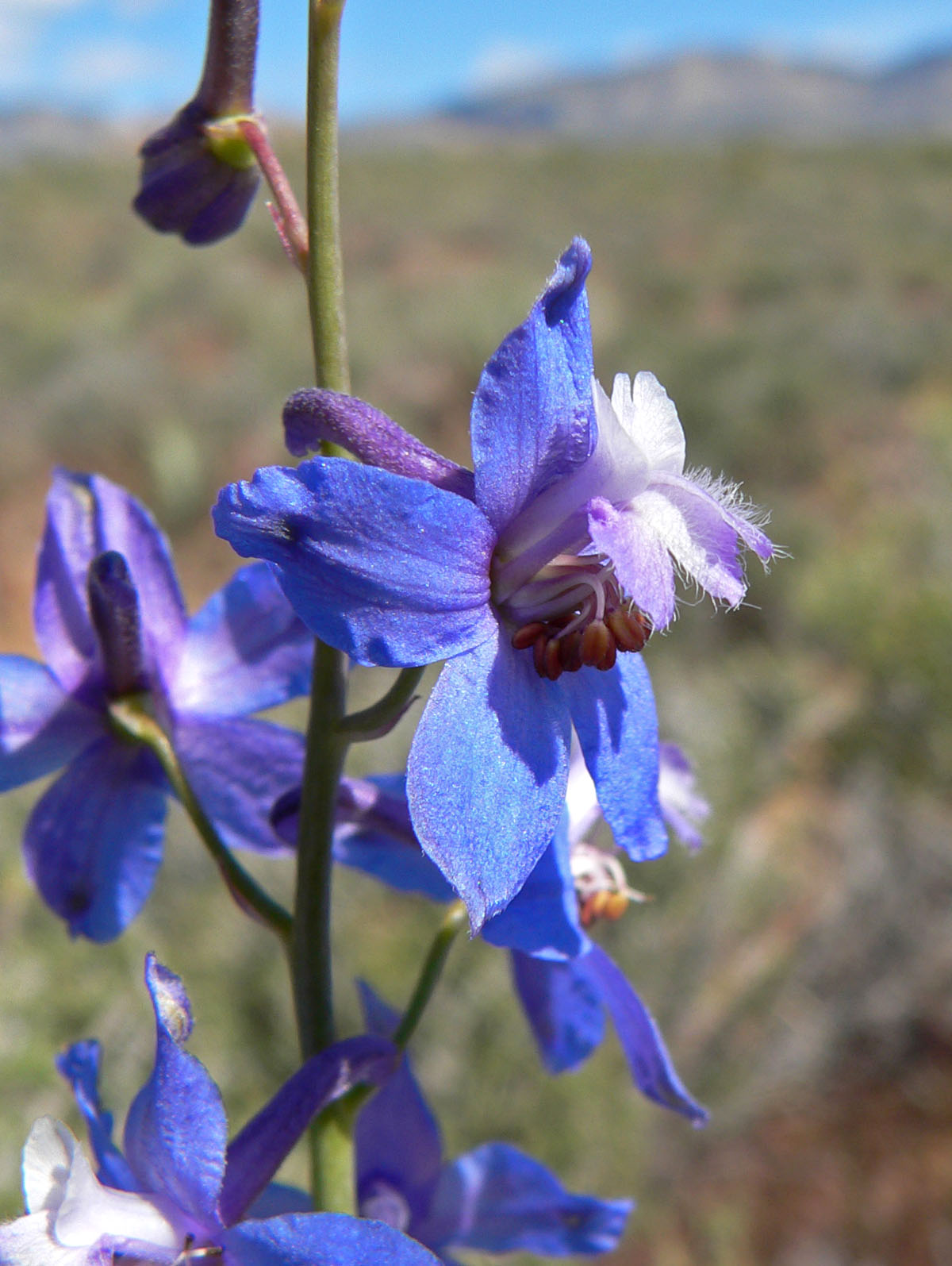